# Sture Sivertsen
Sture Sivertsen (ur. 16 kwietnia 1966 w Levanger) – norweski biegacz narciarski, trzykrotny medalista olimpijski i czterokrotny medalista mistrzostw świata.

## Kariera
Specjalizował się w stylu klasycznym. Jego olimpijskim debiutem były igrzyska w Lillehammer. To właśnie na igrzyskach odbywających się w jego ojczyźnie osiągnął swój największy indywidualny sukces olimpijski zdobywając brązowy medal w biegu na 50 km techniką klasyczną. Na tych samych igrzyskach zdobył także wraz z Vegardem Ulvangiem, Thomasem Alsgaardem i Bjørnem Dæhlie srebrny medal w sztafecie 4 × 10 km. Zajął także 5. miejsce na dystansie 10 km oraz 7 w biegu pościgowym. Sivertsen wziął także udział w igrzyskach olimpijskich w Nagano. Indywidualnie zaprezentował się dużo słabiej, w swoim najlepszym występie w biegu na 30 km stylem klasycznym zajmując 15. miejsce. Mimo to sztafeta norweska w składzie: Sivertsen, Erling Jevne, Bjørn Dæhlie i Thomas Alsgaard wywalczyła złoty medal, wyprzedzając na podium kolejno reprezentacje Włoch i Finlandii. Na późniejszych igrzyskach Sivertsen już nie startował.
W 1991 r. zadebiutował na mistrzostwach świata biorąc udział w mistrzostwach w Val di Fiemme. Zajął tam 7. miejsce w biegu na 30 km techniką klasyczną. Mistrzostwa świata w Falun były najlepszymi w jego karierze. Sture zdobył tam złote medale w biegu 10 km stylem klasycznym oraz razem z Ulvangiem, Terje Langlim i Dæhlie w sztafecie 4x10 km. Sivertsen startował także na mistrzostwach świata w Thunder Bay oraz mistrzostwach w Trondhiem z których także przywiózł złote medale wywalczone w sztafecie. Indywidualnie jego najlepszymi wynikami były piąte miejsca na dystansach 10 i 50 km techniką klasyczną, oba wywalczone w Trondheim.
Najlepsze wyniki w Pucharze Świata osiągnął w sezonach 1992/1993 i 1996/1997, kiedy to zajmował ósme miejsce w klasyfikacji generalnej. Łącznie 9 razy stawał na podium zawodów Pucharu Świata, w tym jeden raz zwyciężył, w biegu na 10 km techniką klasyczną rozegranego 22 lutego 1993 w szwedzkim Falun.

## Osiągnięcia

### Igrzyska olimpijskie
| Miejsce | Dzień     | Rok  | Miejscowość | Konkurencja             | Czas biegu | Strata  | Zwycięzca        |
| ------- | --------- | ---- | ----------- | ----------------------- | ---------- | ------- | ---------------- |
| 5.      | 17 lutego | 1994 | Lillehammer | 10 km stylem klasycznym | 24:20,1    | +39,6   | Bjørn Dæhlie     |
| 7.      | 19 lutego | 1994 | Lillehammer | 10+15 km pościgowy      | 1:00:08,8  | +2:00,9 | Bjørn Dæhlie     |
| 2.      | 22 lutego | 1994 | Lillehammer | Sztafeta 4 × 10 km      | 1:41:15,0  | +0,4    | Włochy           |
| 3.      | 27 lutego | 1994 | Lillehammer | 50 km stylem klasycznym | 2:07:20,3  | +1:28,7 | Władimir Smirnow |
| 15.     | 9 lutego  | 1998 | Nagano      | 30 km stylem klasycznym | 1:33:55,8  | +5:49,1 | Mika Myllylä     |
| 9.      | 12 lutego | 1998 | Nagano      | 10 km stylem klasycznym | 27:24,5    | +46,1   | Bjørn Dæhlie     |
| 27.     | 14 lutego | 1998 | Nagano      | 10+15 km pościgowy      | 1:07:01,7  | +3:41,6 | Thomas Alsgaard  |
| 1.      | 17 lutego | 1998 | Nagano      | Sztafeta 4 × 10 km      | 1:40:55,7  | -       | -                |

### Mistrzostwa świata
| Miejsce | Dzień     | Rok  | Miejscowość   | Konkurencja             | Czas biegu | Strata  | Zwycięzca                     |
| ------- | --------- | ---- | ------------- | ----------------------- | ---------- | ------- | ----------------------------- |
| 7.      | 7 lutego  | 1991 | Val di Fiemme | 30 km stylem klasycznym | 1:16:12,4  | +1:31,4 | Gunde Svan                    |
| 1.      | 22 lutego | 1993 | Falun         | 10 km stylem klasycznym | 24:51,6    | -       | -                             |
| 14.     | 24 lutego | 1993 | Falun         | 10+15 km pościgowy      | 1:01:45,0  | +2:08,5 | Bjørn Dæhlie Władimir Smirnow |
| 1.      | 26 lutego | 1993 | Falun         | Sztafeta 4 × 10 km      | 1:44:14,9  | -       | -                             |
| 18.     | 9 marca   | 1995 | Thunder Bay   | 30 km stylem klasycznym | 1:15:52,3  | +5:31,6 | Władimir Smirnow              |
| 9.      | 11 marca  | 1995 | Thunder Bay   | 10 km stylem klasycznym | 24:52,3    | +1:10,8 | Władimir Smirnow              |
| 1.      | 17 marca  | 1995 | Thunder Bay   | Sztafeta 4 × 10 km      | 1:34:27,1  | -       | -                             |
| 5.      | 24 lutego | 1997 | Trondheim     | 10 km stylem klasycznym | 23:41,8    | +48,1   | Bjørn Dæhlie                  |
| 16.     | 25 lutego | 1997 | Trondheim     | 10+15 km pościgowy      | 1:00:11,1  | +3:15,7 | Bjørn Dæhlie                  |
| 1.      | 28 lutego | 1997 | Trondheim     | Sztafeta 4 × 10 km      | 1:37:06,1  | -       | -                             |
| 5.      | 2 marca   | 1997 | Trondheim     | 50 km stylem klasycznym | 2:16:37,5  | +3:53,9 | Mika Myllylä                  |

### Puchar Świata

#### Miejsca w klasyfikacji generalnej
| Sezon     | Miejsce    |
| --------- | ---------- |
| 1989/1990 | 37.miejsce |
| 1990/1991 | 13.miejsce |
| 1991/1992 | 23.miejsce |
| 1992/1993 | 8.miejsce  |
| 1993/1994 | 10.miejsce |
| 1994/1995 | 27.miejsce |
| 1995/1996 | 20.miejsce |
| 1996/1997 | 8.miejsce  |
| 1997/1998 | 15.miejsce |
| 1998/1999 | 37.miejsce |

#### Miejsca na podium
| Nr | Dzień      | Rok  | Miejscowość   | Konkurencja          | Czas biegu  | Strata      | Pozycja | Zwycięzca           |
| -- | ---------- | ---- | ------------- | -------------------- | ----------- | ----------- | ------- | ------------------- |
| 1. | 16 marca   | 1991 | Oslo          | 50 km st. klasycznym | -           | -           | 3       | Vegard Ulvang       |
| 2. | 22 lutego  | 1993 | Falun         | 10 km st. klasycznym | 24:51.6 min | -           | 1       |                     |
| 3. | 13 marca   | 1993 | Oslo          | 50 km st. klasycznym | 2:20:26.8 h | +46.6 s     | 3       | Aleksiej Prokurorow |
| 4. | 21 grudnia | 1993 | Dobbiaco      | 10 km st. klasycznym | 24:21.1 min | +18.3 s     | 3       | Władimir Smirnow    |
| 5. | 27 lutego  | 1994 | Lillehammer   | 50 km st. klasycznym | 2:08:49.0 h | +1:28.7 min | 3       | Władimir Smirnow    |
| 6. | 12 marca   | 1994 | Falun         | 30 km st. klasycznym | 1:22:27.5 h | +43.2 s     | 3       | Harri Kirvesniemi   |
| 7. | 18 grudnia | 1996 | Oberstdorf    | 30 km st. klasycznym | 1:21:24.6 h | +1:11.3 min | 3       | Bjørn Dæhlie        |
| 8. | 8 marca    | 1997 | Falun         | 15 km st. klasycznym | 36:46.6 min | +1:01.1 min | 2       | Bjørn Dæhlie        |
| 9. | 13 grudnia | 1997 | Val di Fiemme | 10 km st. klasycznym | 25:31.3 min | +22.5 s     | 2       | Bjørn Dæhlie        |